# Bechara Oliveira
Bechara Jalkh Leonardo de Oliveira (Maranguape, 25 luglio 1976) è un ex calciatore brasiliano, di ruolo centrocampista.

## Carriera

### Club
Oliveira vestì le maglie di Santos, Botafogo-SP, São Caetano, Marília e Portuguesa, prima di lasciare il Brasile. Si trasferì infatti allo Al-Ahli, club saudita, per poi accordarsi con i norvegesi dello Aalesund. Debuttò nella Tippeligaen in data 13 settembre 2005, subentrando a Stian Johnsen nella sconfitta casalinga della sua squadra contro il Molde, con il punteggio di 1-4. Il 18 settembre arrivò la sua prima rete nella massima divisione norvegese, sancendo il definitivo 1-1 nella sfida contro il Bodø/Glimt. Il 15 ottobre successivo, realizzò una doppietta nella vittoria per 4-5 sul campo dello Start. Lo score finale di 5 reti in 7 presenze non bastò a salvare lo Aalesund dalla retrocessione.
Terminata l'avventura in Norvegia, tornò in Brasile per militare nelle file del Fortaleza. Tornò poi nuovamente in Europa, stavolta ai danesi dell'Odense. Il 19 luglio 2006 disputò il primo incontro nella Superligaen, sostituendo Magne Sturød nel pareggio per 1-1 contro il Midtjylland, risultato raggiunto proprio grazie ad una sua rete. Dopo due stagioni al club, si accordò con il Vejle, formazione per cui giocò 2 incontri.